# قره داش (ماه‌نشان)
قره داش یک روستا در ایران است که در دهستان اوریاد واقع شده‌است. قره داش ۵۱۰ نفر جمعیت دارد.